# Pstry piaskowiec
Pstry piaskowiec – nieformalna jednostka stratygraficzna triasu wydzielona na terenie Polski pozakarpackiej i Niemiec (poza Alpami) w oparciu o kryteria litostratygraficzne. Leży poniżej wapienia muszlowego.
Pstry piaskowiec reprezentuje najniższą część profilu skalnego triasu. Przeważnie jest ona trójdzielna. Dolną i środkową część budują głównie czerwonawe piaskowce, rzadziej mułowce i iłowce z rzadkimi przewarstwieniami wapieni. Górny pstry piaskowiec powszechnie zwany retem różni się znacznie większym udziałem wapieni i dolomitów, których udział ku górze staje się dominujący. W całym pstrym piaskowcu liczne są soczewki, a nawet złoża (w Niemczech) gipsów i anhydrytów. Dolny, a zwłaszcza środkowy pstry piaskowiec powstawał w warunkach lądowych, w klimacie suchym i gorącym. Powszechne są tam osady rzek i jezior okresowych, a także osady eoliczne. Opisano też liczne tropy wymarłych płazów i gadów. Górny pstry piaskowiec powstawał w czasie stopniowej transgresji morza, w środowisku równiny nadbrzeżnej, przejściowo zalewanej przez drobne podniesienia poziomu morza, a w pewnych okresach odsłanianej. Jest to środowisko sebhy. W utworach tych występuje dość liczna, choć mało zróżnicowana fauna morska, głównie ślimaki, małże i rzadkie amonity.
W Polsce najlepsze odsłonięcia pstrego piaskowca znajdują się w Górach Świętokrzyskich, gdzie czerwone piaskowce są często eksploatowane w kamieniołomach głównie do produkcji płyt okładzinowych na budynki. Liczne odsłonięcia, obecnie nie eksploatowane, znajdują się też na Śląsku.